# Communauté de communes Aunis Sud
Die Communauté de communes Aunis Sud ist ein französischer Gemeindeverband mit der Rechtsform einer Communauté de communes im Département Charente-Maritime in der Region Nouvelle-Aquitaine. Sie wurde am 1. Januar 2014 gegründet und umfasst 24 Gemeinden. Der Verwaltungssitz befindet sich im Ort Surgères.

## Historische Entwicklung
Mit Wirkung vom 1. Januar 2018 wurden die bisherigen Gemeinden Vandré, Chervettes und Saint-Laurent-de-la-Barrière zur Commune nouvelle La Devise. Am 1. März 2018 wurden auch die Gemeinden Péré und Saint-Germain-de-Marencennes zur Commune nouvelle Saint-Pierre-la-Noue zusammengelegt. Seitdem beträgt die Anzahl der Mitgliedsgemeinden 24.

## Mitgliedsgemeinden
| Gemeinde                         | Einwohner 1. Januar 2022 | Fläche km² | Dichte Einw./km² | Code INSEE | Postleitzahl |
| -------------------------------- | ------------------------ | ---------- | ---------------- | ---------- | ------------ |
| Aigrefeuille-d’Aunis             | 4.578                    | 16,76      | 273              | 17003      | 17290        |
| Anais                            | 318                      | 9,44       | 34               | 17007      | 17540        |
| Ardillières                      | 877                      | 15,70      | 56               | 17018      | 17290        |
| Ballon                           | 823                      | 12,18      | 68               | 17032      | 17290        |
| Bouhet                           | 910                      | 15,20      | 60               | 17057      | 17540        |
| Breuil-la-Réorte                 | 473                      | 16,07      | 29               | 17063      | 17700        |
| Chambon                          | 985                      | 18,33      | 54               | 17080      | 17290        |
| Ciré-d’Aunis                     | 1.560                    | 25,76      | 61               | 17107      | 17290        |
| Forges                           | 1.323                    | 13,58      | 97               | 17166      | 17290        |
| Genouillé                        | 889                      | 34,41      | 26               | 17174      | 17430        |
| La Devise                        | 1.196                    | 26,83      | 45               | 17457      | 17380, 17700 |
| Landrais                         | 798                      | 15,40      | 52               | 17203      | 17290        |
| Le Thou                          | 2.085                    | 19,00      | 110              | 17447      | 17290        |
| Marsais                          | 956                      | 23,98      | 40               | 17221      | 17700        |
| Puyravault                       | 723                      | 13,68      | 53               | 17293      | 17700        |
| Saint-Crépin                     | 346                      | 13,94      | 25               | 17321      | 17380        |
| Saint-Georges-du-Bois            | 1.869                    | 27,90      | 67               | 17338      | 17700        |
| Saint-Mard                       | 1.244                    | 21,21      | 59               | 17359      | 17700        |
| Saint-Pierre-d’Amilly            | 564                      | 19,81      | 28               | 17382      | 17700        |
| Saint-Pierre-la-Noue             | 1.498                    | 24,91      | 60               | 17340      | 17700        |
| Saint-Saturnin-du-Bois           | 910                      | 25,21      | 36               | 17394      | 17700        |
| Surgères                         | 6.861                    | 28,71      | 239              | 17434      | 17700        |
| Virson                           | 738                      | 9,92       | 74               | 17480      | 17290        |
| Vouhé                            | 657                      | 15,61      | 42               | 17482      | 17700        |
| Communauté de communes Aunis Sud | 33.181                   | 436,71     | 76               | –          | –            |